# Gimsing Kommune
Gimsing Kommune er en dansk landkommune, der eksisterede i perioden 1865-1970. Før 1865 var Gimsing Kommune en del af Hjerm-Gimsing Kommune. Gimsing Kommune hørte til Ringkøbing Amt.
Gimsing er nu en del af Struer Kommune.